# Шамбала (фильм, 2024)
«Шамбала» (тиб. ༄༅།ཤམ་བྷ་ལ།, англ. Shambhala) — художественный фильм непальского режиссёра Мина Бахадура Бхама совместного производства Непала, Франции, Тайваня, Норвегии, Гонконга, Турции, США и Катара. Его премьера состоялась в феврале 2024 года в рамках основной программы 74-го Берлинского международного кинофестиваля.

## Сюжет
Действие фильма происходит в непальских Гималаях. Молодая девушка, в соответствии с местными обычаями, выходит замуж за трёх братьев. Когда старший исчезает, она вместе со вторым мужем отправляется на поиски и во время путешествия открывает для себя смысл жизни.

## Производство
Идею экранизировать историю о полиандрических традициях Гималаев Мин Бахадур Бхам вынашивал ещё в молодости, так как сам жил в непальской деревне и был свидетелем подобных отношений. После успеха дебютного фильма Мина Бахадура Бхама «Чёрная курица» в 2015 году эта идея начала воплощаться в реальность. Непальская компания Shooney Films, которая продюсировала предыдущий фильм режиссёра, начала работу над кинокартиной под рабочим названием «Год холода».

## Премьера и восприятие
Премьера картины состоялась в феврале 2024 года на 74-м Берлинском международном кинофестивале. Фильм был включён в основную программу, но остался без наград.
Обозреватель портала «ПрофиСинема» Матвей Ромодановский оценил его как один из лучших фильмов Берлинале, особо отметив впечатляющую операторскую работу, для которой характерно чередование длинных планов с использованием ручной камеры, убедительную игру непрофессиональных актёров, мудрость сюжета.
Обозреватель «РБК» Стас Тыркин охарактеризовал «Шамбалу» как «чарующие фотообои».